# Gary Tobian
Gary Tobian (n. 14 august 1935, Detroit, Michigan, SUA) este un săritor în apă ce a reprezentat Statele Unite ale Americii, medaliat olimpic. A participat la 2 ediții ale Jocurilor Olimpice (1956, 1960) în care a câștigat o medalie de aur și două medalii de argint.